# Красногорский Покровский монастырь
Красногорский Покровский монастырь (также Золотоношский Красногорский монастырь) — православный монастырь Черкасской епархии УПЦ , женский (ранее был мужским, Полтавской епархии); один из пяти старейших православных монастырей на Украине. Находится в Черкасской области, близ города Золотоноши.

## История

### Основание
По преданию, жизнь в Красногории на месте будущего монастыря начал монах из Константинополя приблизительно в конце XVI — в начале XVII века. Ему во сне явилась Царица Небесная, повелела отправиться на Русскую землю и указала место будущего монастыря в горе возле Золотоноши. Первой обителью византийского монаха стала постоянная, выкопанная им самим пещера. Вскоре о монахе стало известно хозяину той земли — казаку Ивану Шебету-Слюжке, который решил превратить Красную горку, как называли её местные жители, в гору Божью — основать здесь святую обитель.
В те давние времена местность, на которой впоследствии был основан монастырь, представляла собой безлюдный остров посреди бывшей реки, которая после превратилась в топь. На севере острова находилась продолговатая горка, покрытая отчасти лесом, отчасти кустарником, носящим название «дикого персика». В период цветения кустарник покрывался множеством цветов, заливая всю горку ярко-розовым цветом, отчего издали, на фоне молодой зелени и синего неба она казалась красной. В народе её так и называли — «красная горка», что и дало название появившемуся здесь монастырю.
Икону Божией Матери первый пустынножитель вырезал на коре дерева, отчего она и получила название «Корецкой». Свои просьбы, молитвы и покаянные слёзы изливал инок именно перед этой иконой. Вскорости по округе пошла молва о неизвестном подвижнике, и к нему начали стекаться желающие монашеской жизни юноши. Так образовалось небольшое братство. Подвижники на склоне горки соорудили первую плетневую церковь в честь св. вмч. Георгия Победоносца.
Видя усердие и благочестие иноков, Божия Матерь утешила их другой своей иконой, чудесным образом явившейся на дубе и потому получившей название «Дубенской», которая и ныне является главной святыней обители. Впоследствии оба образа — Корецкая и Дубенская были украшены богатыми ризами и поставлены для поклонения в церкви.

### Мужской монастырь
Со временем там был выстроен первый храм из ивняка в честь великомученика Георгия Победоносца. Но простояла эта церковь недолго. Новый храм выстроили казаки, который также назвали в честь святого Георгия. В 1680—1687 годах был построен Покровский деревянный храм. Нынешний каменный Покровский храм был построен в 1859 году, при игумении Анатолии. Каменный Спасо-Преображенский собор был построен в 1767—1771 годах по проекту украинского архитектора Ивана Григорьевича Григоровича-Барского на средства святителя Софрония, епископа Иркутского. С середины 1940-х годов собор более 40 лет стоял посреди действующего монастыря в руинах: советские власти не разрешали отремонтировать его и использовать в богослужебных целях. Только в 1988 году развалины передали обители - игумения Илария (Ларченко; 1912—1989) направила все силы на восстановление исторического храма.
По пересказам, первым игуменом монастыря был отец Иосиф (Григорьевич). Монастырский синодик сохранил имена и других игуменов: Иоиль, Гавриил, Рафаил, Герман, Софроний, Дамаскин, Досифей. Последним настоятелем был архимандрит Иоиль.

### Женский монастырь
До 1790 года Красногорский монастырь был мужским. В 1786 году в силу ряда царских указов об отобрании монашеских земель и возможном сокращении числа монашествующих, Красногорский монастырь был выведен за штат. Но такое положение Обители продолжалось недолго — до 1790 года, когда по указу Святейшего синода на его место был переведён из Киева Иоанно-Богословский девичий монастырь. С тех пор Красногорская Обитель существует как женская.
Первой настоятельницей её была игумения Макрина (1789—1795) затем монастырем управляли игумении Стефанида, Феодотия, Тавифа, Варсонофия, Клеопатра, Анатолия I, Анатолия II, Олимпиада, Ангелина и игумения Нонна. Игумения Нонна оставила по себе особую память. Благодаря её высоким духовным качествам, годы её настоятельства (1900—1917) считаются временем самого большого расцвета обители. За время её управления число послушниц в Обители выросло до 750. После её смерти и до времени закрытия монастыря обителью управляла монахиня Леонилла.
После революционных событий 1917 года и открывшегося гонения на Церковь, 25 марта 1922 года Красногорская Обитель была закрыта. Все святыни были переданы в музей города Черкассы. На территории монастыря был расположен инвалидный дом.

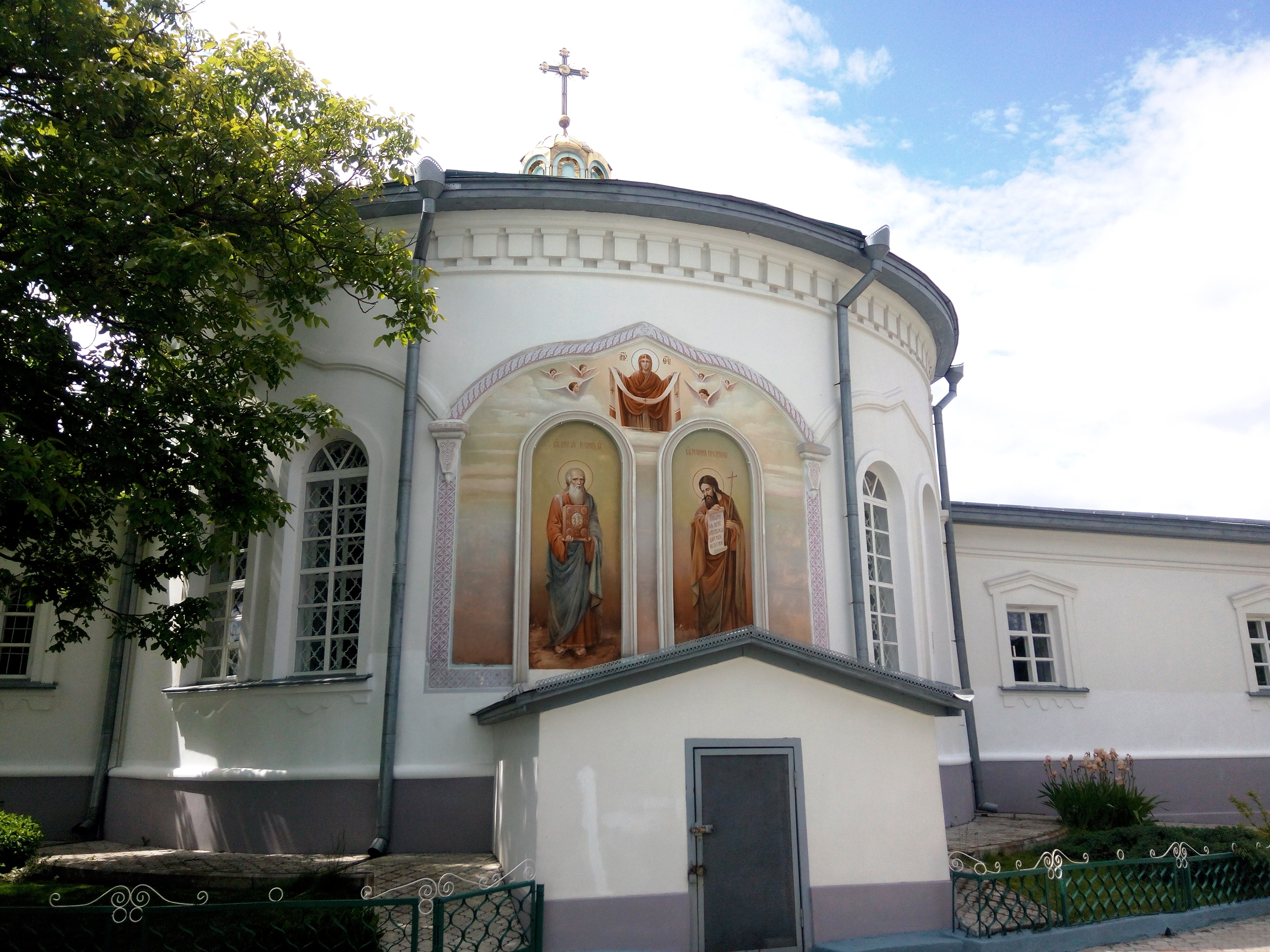
Покровская церковь

Восстановление монастыря в ноябре 1941 года произошло в условиях оккупации Украины. В обители тогда было около полутора десятка монахинь, которые зарабатывали себе на проживание тем, что нанимались на поденную работу к крестьянам из Бакаевки и Антиповки. Значительное пополнение монахинь произошло в начале 60-х годов XX века. Они перешли сюда из других украинских монастырей, закрытых во время очередной волны гонений на церковь. Со времени восстановления Красногорской обители ею управляли следующие игумений: Анатолия (1941—1946), Филадельфа (1947—1961), Евфалия (1961—1962), Лидия (1962—1968), Илария (1969—1989), Августа (1990—1996). С января 1997 года по 2019 год настоятельницею Красногорского монастыря являлась игумения Агния (Миняйло), прожившая в монастыре 50 лет. Скончалась 1 октября 2019 года на 90-м году жизни после продолжительной болезни. С 8 декабря 2019 года  настоятельницей Красногорского монастыря являлась игумения Арсения.
Окончательное возрождение монастыря началось в конце перестройки. Ныне там постоянно живёт 99 монахинь и послушниц.
В 2003 году, по ходатайству архиепископа Черкасского и Каневского Софрония и при поддержке мэрии Золотоноши, монастырю была возвращена земля, принадлежавшая ему до 1922 года.

## Иконы
Первая красногорская икона Богородицы была вырезана на коре дерева. Именно поэтому она получила название «Корецкая». В дальнейшем этот образ был расписан красками и украшен серебряной ризой. После разорения монастыря в 1922 году эта икона была утрачена. Вскоре на дубе явилась и другая икона Божией Матери, названная «Дубенскою», список с которой является главной святыней обители (сама икона после революции попала в Черкасский музей).